# Kim Jung-hwan
Kim Jung-Hwan –en hangul, 김정환– (Seül, 2 de setembre de 1983) és un esportista sud-coreà que competeix en esgrima, especialista en la modalitat de sabre.
Va participar en tres Jocs Olímpics d'Estiu entre els anys 2012 i 2020, i hi va obtenir un total de quatre medalles: or a Londres 2012, bronze a Rio de Janeiro 2016 i or i bronze a Tòquio 2020.
Va guanyar sis medalles en el Campionat del món d'Esgrima entre els anys 2013 i 2022 i va guanyar 20 medalles en el Campionat d'Àsia entre els anys 2007 i 2023.

## Palmarès internacional
| Jocs Olímpics     | Jocs Olímpics           | Jocs Olímpics | Jocs Olímpics    |
| Any               | Lloc                    | Medalla       | Prova            |
| ----------------- | ----------------------- | ------------- | ---------------- |
| 2012              | Londres (Regne Unit)    | 1             | Sabre per equips |
| 2016              | Rio de Janeiro (Brasil) | 3             | Sabre individual |
| 2020              | Tòquio (Japó)           | 1             | Sabre per equips |
| 2020              | Tòquio (Japó)           | 3             | Sabre individual |
| Campionat del món |                         |               |                  |
| Any               | Lloc                    | Medalla       | Prova            |
| 2013              | Budapest (Hongria)      | 3             | Sabre per equips |
| 2014              | Kazan (Rússia)          | 2             | Sabre per equips |
| 2017              | Leipzig (Alemanya)      | 1             | Sabre per equips |
| 2018              | Wuxi (Xina)             | 1             | Sabre individual |
| 2018              | Wuxi (Xina)             | 1             | Sabre per equips |
| 2022              | El Caire                | 1             | Sabre per equips |
| Campionat d'Àsia  |                         |               |                  |
| 2007              | Nantong                 | 3             | Sabre individual |
| 2007              | Nantong                 | 2             | Sabre per equips |
| 2008              | Bangkok                 | 2             | Sabre per equips |
| 2010              | Seül                    | 2             | Sabre per equips |
| 2011              | Seül                    | 1             | Sabre per equips |
| 2012              | Wakayama                | 3             | Sabre individual |
| 2012              | Wakayama                | 2             | Sabre per equips |
| 2013              | Shanghai                | 2             | Sabre individual |
| 2013              | Shanghai                | 1             | Sabre per equips |
| 2014              | Suwon                   | 1             | Sabre per equips |
| 2015              | Singapur                | 1             | Sabre individual |
| 2015              | Singapur                | 1             | Sabre per equips |
| 2016              | Wuxi                    | 1             | Sabre individual |
| 2016              | Wuxi                    | 1             | Sabre per equips |
| 2017              | Hong Kong               | 1             | Sabre per equips |
| 2018              | Bangkok                 | 2             | Sabre individual |
| 2018              | Bangkok                 | 3             | Sabre per equips |
| 2022              | Seül                    | 2             | Sabre individual |
| 2022              | Seül                    | 1             | Sabre per equips |
| 2023              | Wuxi                    | 1             | Sabre per equips |